# 나카쇼촌 (오카야마현)
나카쇼촌(中庄村)은 오카야마현 쓰쿠보군에 설치되었던 촌이다. 현재의 구라시키시에 해당한다.

## 역사
- 1889년 6월 1일 - 정촌제 시행에 의해 쓰우군 나카쇼촌이 발족하였다.
- 1900년 4월 1일 - 쓰우군이 합병해, 쓰쿠보군이 되었다.
- 1951년 3월 28일 - 구라시키시에 편입되었다.

## 참고문헌
- 巌津政右衛門『岡山地名事典』日本文教出版社（1974年）
- 戸板啓四郎『ふるさと中庄を歩く』中庄の歴史を語り継ぐ会（2008年）
- 『岡山県市町村合併誌　市町村編』（昭和35年）岡山県
- 巌津政右衛門『岡山地名事典』（1974年）日本文教出版社
- 岡山県大百科事典編集委員会『岡山地名事典』（1979年）山陽新聞社
- 渡辺光・中野尊正・山口恵一郎・式正英『日本地名大辞典2 中国・四国』（1968年）朝倉書店
- 下中直也『日本地名大系第三四巻 岡山県の地名』（1988年）平凡社
- 黒田茂夫『県別マップル33 岡山県広域・詳細道路地図』（2010年）昭文社